# Sin rastro (película)
Sin rastro (tírulo original en inglés: The Vanished) es una película de suspenso psicológico estadounidense de 2020 escrita y dirigida por Peter Facinelli. La película está protagonizada por Thomas Jane, Anne Heche, Jason Patric y Facinelli y sigue a una pareja que se propone encontrar a su hija que desapareció durante su viaje de campamento.

## Reparto
- Thomas Jane como Paul Michaelson
- Anne Heche como Wendy Michaelson
- Jason Patric como el sheriff Baker
- Peter Facinelli como diputado Rakes
- Aleksei Archer como Miranda, una mujer de unos 30 años que llama la atención de Paul y Tom.
- Kristopher Wente como Eric, el marido de Miranda.
- Sadie y KK Heim como Taylor, la hija de 10 años de Paul y Wendy.
- John D. Hickman como Tom, el director del campamento.
- Alex Haydon como Justin, el jardinero del campamento.

## Producción
Al principio del desarrollo, se consideró que Laurence Fishburne fuera el protagonista. El rodaje se produjo en febrero de 2019. La película fue filmada en Tuscaloosa, Alabama.

## Estreno
La película se estrenó en cines selectos, VOD y plataformas digitales el 21 de agosto de 2020.